# Oxford Blues
Oxford Blues is een komische dramafilm uit 1984 onder regie van Robert Boris. De film, die een nieuwe versie is van de film A Yank at Oxford (1938), heeft Rob Lowe en Ally Sheedy in de hoofdrollen, twee acteurs uit de Brat Pack.

## Verhaal
Nick De Angelo werkt in een casino in Las Vegas om genoeg geld te verdienen om het meisje van zijn dromen te imponeren. Dit is Lady Victoria Wingate, een student op de Universiteit van Oxford. Nick denkt dat hij haar alleen kan verleiden als hij zelf ook Oxford binnen weet te komen en lid wordt van het roeiteam.
Nadat hij een nacht heeft gediend als prostitué, heeft hij genoeg geld om naar Oxford te gaan. Hij voelt zich nauwelijks thuis in zijn nieuwe omgeving, maar wordt gesteund door teamlid Rona. Later komt hij Victoria tegen, maar ontdekt dat zij een relatie heeft met teamlid Colin Gilchrist Fisher.

## Rolverdeling
| Acteur        | Personage              |
| ------------- | ---------------------- |
| Rob Lowe      | Nick De Angelo         |
| Ally Sheedy   | Rona                   |
| Amanda Pays   | Lady Victoria Wingate  |
| Julian Sands  | Colin Gilchrist Fisher |
| Julian Firth  | Geordie Nevitts        |
| Alan Howard   | Simon Rutledge         |
| Aubrey Morris | Dokter Quentin Boggs   |
| Cary Elwes    | Lionel                 |
| Bruce Payne   | Peter Howles           |